# 東日本大震災復興特別区域法
東日本大震災復興特別区域法（ひがしにほんだいしんさいふっこうとくべつくいきほう、平成23年12月14日法律第122号）は、復興特別区域基本方針、復興特別区域制度、復興交付金制度などに関する日本の法律である。「復興特区法」と略される。
2011年（平成23年）12月7日に成立し、12月26日に施行された。

## 概要
東日本大震災復興特別区域法は、2011年（平成23年）3月11日に発生した東北地方太平洋沖地震に伴う東日本大震災からの復興に際して、東日本大震災復興基本法第10条の規定の趣旨にのっとり、復興特別区域基本方針、復興推進計画の認定及び特別の措置、復興整備計画の実施に係る特別の措置、復興交付金事業計画に係る復興交付金の交付等について定めることにより、東日本大震災からの復興に向けた取組の推進を図り、もって東日本大震災からの復興の円滑かつ迅速な推進と活力ある日本の再生に資することを目的とする（法1条）。

## 復興特別区域制度

### 概要
東日本大震災からの復興を加速させるためには、前例や既存の枠組みにとらわれず、地域限定で思い切った措置を講じることが必要であり、また、被災状況や復興の方向性が地域により様々であることから，地域の創意工夫を生かす仕組みが必要である。あわせて、被災した地方公共団体の負担を極力減らし、迅速な対応を可能とするため、規制・手続の特例や税制、財政及び金融上の特例をワンストップで総合的に適用する仕組みが必要である。
このような考え方に立ち、東日本大震災復興特別区域法に基づき、復興特別区域制度が創設された。
- これまでにない未曾有の被害から前例や既存の枠組みにとらわれず、地域限定で思い切った措置[4]

- 被災状況や、復興の方向性が地域によりさまざまであることから、創意工夫を生かしたオーダーメイドの仕組み[4]

- 地方公共団体の負担削減や、迅速な対応が必要なので規制・手続きの特例や、税・財政・金融上の特例をワンストップで適用[4]

が復興特区法の制度設計の考え方であった。現在は、津波被害が甚大な地域には、人口や働く場等の減少が著しいにもかかわらず、区画整理事業等による基盤整備に時間を要し、企業立地等が進んでいない地域が残ると見込まれることから、計画に位置付けた特例措置により、復興の円滑かつ迅速な推進に貢献という考え方になっている。復興特区法により、復興特別区域制度が規定され、復興推進計画、復興整備計画、復興交付金事業計画の3つの法定計画が新たに設けられた。復興推進計画、復興整備計画の区域が復興特別区域にあたる。この3つの計画は、県あるいは市町村が単独または共同で作成できる計画案である。

### 対象区域
復興推進計画と復興整備計画を作成できる区域は、これまでの復興状況や事業の見込み等を踏まえ、復興の課題が集中している地域に重点化するために、特定被災区域の227市町村から東日本大震災からの復興に向けた取組を重点的に推進する必要があると認められる区域の86市町村に限定された。指定された86市町村は以下のとおり。
●岩手県内（12 市町村）
宮古市、大船渡市、久慈市、陸前高田市、釜石市、上閉伊郡大槌町、下閉伊郡山田町、下閉伊郡岩泉町、下閉伊郡田野畑村、下閉伊郡普代村、九戸郡野田村、九戸郡洋野町
●宮城県内（15 市町）
仙台市、石巻市、塩竈市、気仙沼市、名取市、多賀城市、岩沼市、東松島市、亘理郡亘理町、亘理郡山元町、宮城郡松島町、宮城郡七ヶ浜町、宮城郡利府町、牡鹿郡女川町、本吉郡南三陸町
●福島県内（59 市町村）
福島市、会津若松市、郡山市、いわき市、白河市、須賀川市、喜多方市、相馬市、二本松市、田村市、南相馬市、伊達市、本宮市、伊達郡桑折町、伊達郡国見町、伊達郡川俣町、安達郡大玉村、岩瀬郡鏡石町、岩瀬郡天栄村、南会津郡下郷町、南会津郡檜枝岐村、南会津郡只見町、南会津郡南会津町、耶麻郡北塩原村、耶麻郡西会津町、耶麻郡磐梯町、耶麻郡猪苗代町、河沼郡会津坂下町、河沼郡湯川村、河沼郡柳津町、大沼郡三島町、大沼郡金山町、大沼郡昭和村、大沼郡会津美里町、西白河郡西郷村、西白河郡泉崎村、西白河郡中島村、西白河郡矢吹町、東白川郡棚倉町、東白川郡矢祭町、東白川郡塙町、東白川郡鮫川村、石川郡石川町、石川郡玉川村、石川郡平田村、石川郡浅川町、石川郡古殿町、田村郡三春町、田村郡小野町、双葉郡広野町、双葉郡楢葉町、双葉郡富岡町、双葉郡川内村、双葉郡大熊町、双葉郡双葉町、双葉郡浪江町、双葉郡葛尾村、相馬郡新地町、相馬郡飯舘村

### 詳細
復興推進計画は、東日本大震災からの復興に向けた取り組みを重点的に推進する必要があると認められる区域として政令で定められる地方公共団体(以下「特定地方公共団体」）は、復興特別区域基本方針により、当該特定地方公共団体に係る政令で定める区域内の区域について、内閣府令で定めることにより、復興推進事業の実施または実施の促進その他の復興に向けた東日本大震災からの復興の円滑かつ迅速な推進を図るためのための計画である（法4条第1項）。復興推進計画を作成することにより個別の規制や、手続きの特例、税制上の特例を受けることができる。民間事業者などの提案も可能であり、内閣総理大臣の認定を受けることが出来れば、住宅や産業、街づくり、医療や福祉などの規制、雇用の創出などを受けることができる。住宅、産業、まちづくり、医療・福祉等の各分野にわたる規制・手続の特例、雇用の創出等を強力に支援する税制上の特例及び利子補給金制度の適用を受けることができる。認定された復興推進計画（以下、認定復興推進計画）では、建築基準法、道路運送法、公営住宅法、農地法、工場立地法、地域経済牽引事業の促進による地域の成長発展の基盤強化に関する法律、鉄道営業法等の特例を受けることができる。復興整備計画は、市街地の整備に関する事業や農業生産の基盤の整備に関する事業、その他の地域の円滑かつ迅速な復興を図るための事業を実施する必要がある地域をその区域とする市町村（被災関連市町村）は、内閣府令で定めるところにより、当該事業の実施を通じた地域の整備に関する計画である（法46条第1項）。復興整備計画の作成では、土地利用の再編にかかる許可及び手続きの特例を受けることができる。必要に応じて公聴会や公告、縦覧が行われ、復興整備協議会で協議し、同意を受けることが出来れば計画の公表を行うことで受けることができる。市街地開発事業や、土地改良事業などを復興整備事業という。被災した市町村は、復興を推進するために復興整備事業を行う区域全部または一部を届け出対象区域として指定することができる。届け出対象区域内で土地の区画形質の変更、建築物その他の工作物の新築、改築・増築を行う場合は、30日前までに被災関連市町村に届出が必要である。復興交付金事業計画は、著しい被害を受けた地域の復興のための事業に関する計画である。この計画を内閣総理大臣に提出し、復興地域づくりを支援する新たな交付金として得ることができる。東日本大震災復興特別区域法の施行後に必要となる特例を追加するため、地域の提案に基づき「国と地方の協議会」の協議等を経て新たな規制の特例等を追加・拡充することができる仕組みを導入している。国と地方の協議会は、復興庁，関係府省庁、地方公共団体等から構成され、新たな規制の特例等の整備を始めとする復興の円滑かつ迅速な推進について協議を行うこととしている。

## 復興交付金制度
復興特区法により、復興交付金制度が規定された。復興交付金制度は、東日本大震災により著しい被害を受けた地域における復興地域づくりに必要な事業を一括化し、一つの事業計画の提出により、被災地方公共団体へ交付金を交付するものであり、被災自治体の財政負担を緩和するための制度である。復興交付金は、集落の高台移転や漁港整備、道路整備、下水道事業、農地整備事業等の復興地域づくりに必要なハード事業等である基幹事業（5省40事業）を実施する場合に、地方自治体の負担額の1/2について、通常交付される国費に加え、復興交付金が交付される。復興交付金で整備したインフラは、地域の財産として被災地域公共団体が維持・管理し、住民意向の変化や人口減少等を踏まえ、適時適切な事業内容となるよう事業計画の見直しを実施。被災地の要望を踏まえて随時、申請書類の削減や、交付決定前着手の創設、効果促進事業の一括配分の創設等の制度を見直し、運用を柔軟化している。
岩手県ｰ国費8914億円、事業費1兆1128億円
宮城県ｰ国費1兆9800億円、事業費2兆4748億円
福島県ｰ国費3509億円、事業費4428億円
その他の都道府県ｰ1060億円、事業費1463億円
国費を29回に分けて配分。基幹事業に関連した自主的かつ主体的に実施する事業（効果促進事業）や、使途の自由度の高い資金により、ハード・ソフト事業ニーズに対応している。復興地域づくりの構想から防集跡地の利活用など、復興のステージに応じた多様なニーズに対応している。復興交付金は令和2年度を以て廃止され、やむを得ない事業に未完了となった一部の事業は、令和2年度までに計上された予算の範囲内で支援を継続する。なお、2011年度第3次補正予算では、残りの1/2について復興交付税（特別交付税）が交付されることとなった。基幹事業に関連して自治体が行う「効果促進事業等」についても、費用の8割が復興交付金、残り2割が復興交付税が交付されることとなった。よって、復興交付金の対象となる事業の実施には地方負担が生じないこととなった。ただし2016年度以降は効果促進事業は自治体が実質1%を負担することとなった。2014年2月22日に東日本大震災復興特別区域法施行令の一部を改正する法令が公布・施行され、対象市町村が一部追加された。

## 構成
- 第一章 総則（第1条・第2条）
- 第二章 復興特別区域基本方針（第3条）
- 第三章 復興推進計画に係る特別の措置（第4条 - 第45条）
- 第四章 復興整備計画等に係る特別の措置（第46条 - 第76条）
- 第五章 復興交付金事業計画に係る特別の措置
  - 第一節 復興交付金事業計画の作成等（第77条）
  - 第二節 復興交付金（第78条 - 第84条）
- 第六章 雑則（第85条 - 第90条）
- 第七章 罰則（第91条 - 第93条）
- 附則